# Juventus Football Club 1996-1997
Questa voce raccoglie le informazioni riguardanti la Juventus Football Club nelle competizioni ufficiali della stagione 1996-1997.

## Stagione
(Roberto Beccantini, 1999)

Da sinistra: il neoacquisto Zinédine Zidane accolto dal connazionale Deschamps nel ritiro precampionato: pur a fronte di un difficile ambientamento a Torino, il marsigliese «voluto dall'Avvocato e sponsorizzato da Michel Platini» cancellerà presto i dubbi estivi circa l'essere un «bluff».

Nell'estate 1996 la Juventus si presentò ai nastri di partenza della stagione con una rosa profondamente rinnovata rispetto a quella che pochi mesi prima aveva vinto la Champions League. La campagna acquisti, infatti, vide la partenza del centravanti e capitano Gianluca Vialli (al Chelsea), dell'attaccante e vicecapitano Fabrizio Ravanelli (al Middlesbrough), del centrocampista portoghese Paulo Sousa (al Borussia Dortmund) e dei difensori Massimo Carrera (all'Atalanta) e Pietro Vierchowod (al Perugia); arrivarono a Torino l'esperto attaccante croato Alen Bokšić (proveniente dalla Lazio) e i giovani Christian Vieri (dall'Atalanta), Nicola Amoruso (dal Padova) e Mark Iuliano (dalla Salernitana), oltre all'uruguaiano Paolo Montero (dall'Atalanta) e al centrocampista francese Zinédine Zidane (dal Bordeaux), schierato inizialmente come regista.
La Juventus iniziò bene la stagione sotto il profilo dei risultati. In campionato i bianconeri mantennero il passo dell'Inter e del Vicenza, quest'ultima sorpresa del torneo, inizialmente in testa. Da segnalare il successo del 20 ottobre al Delle Alpi proprio nel derby d'Italia, un 2-0 firmato da Jugović e Zidane, questo ultimo al primo gol con la sua nuova squadra e, da qui in avanti, stabilmente spostato sulla trequarti. In Champions League, da detentrice del trofeo, la Juventus ottenne ottimi risultati nel girone: il Manchester Utd fu battuto due volte per 1-0 (a Torino con gol di Bokšić, e all'Old Trafford con un rigore di Del Piero, per quella che fu la prima sconfitta dei Red Devils in casa contro squadre italiane nonché la seconda interna assoluta in Coppa dei Campioni), così come il Fenerbahçe (1-0 a Istanbul con gol di Bokšić, e 2-0 al Delle Alpi con reti di Padovano e Amoruso), mentre col Rapid Vienna arrivarono un pareggio (1-1 in Austria, gol di Vieri) e una larga vittoria in casa per 5-0 (con doppiette di Bokšić e Del Piero, e gol di Montero); la Juventus vinse il girone con 16 punti, record per la squadra bianconera, che sarà poi eguagliato nella stagione 2004-2005.

Il tecnico juventino Marcello Lippi, al ritorno della squadra a Torino, mostra il trofeo della Coppa Intercontinentale 1996 vinta a Tokyo contro il.

Il 26 novembre 1996 arrivò uno dei momenti più importanti della stagione: la Juventus vinse infatti la Coppa Intercontinentale per la seconda volta nella sua storia, superando gli argentini del River Plate a Tokyo per 1-0 con gol di Del Piero all'81': la squadra bianconera si laureò quindi campione del mondo e Del Piero (che un mese dopo arriverà quarto nella classifica del Pallone d'oro) fu eletto miglior giocatore della partita. Dopo questa vittoria, la Juventus prese le redini del campionato grazie a una serie di vittorie consecutive (da segnalare un 3-2 al Verona, con gol di Porrini e doppietta di Del Piero, rimontando dallo 0-2) e giunse alla sosta natalizia con 6 punti di vantaggio sulle inseguitrici. Al contrario, in questa fase i torinesi non riuscirono a replicare un simile stato di forma in Coppa Italia dove dapprima, al terzo turno, furono costretti alla ripetizione dalla Nocerina, club di Serie C1, e poi ai quarti di finale vennero eliminati senza appello nel doppio confronto con l'Inter.
All'inizio del 1997 la Juventus rallentò il passo in campionato, consentendo alla Sampdoria e soprattutto al Parma di recuperare terreno, ma mantenendo saldamente la vetta. In pieno inverno, tra gennaio e febbraio, i bianconeri campioni del mondo e d'Europa vinsero anche la Supercoppa UEFA per la seconda volta nella loro storia. La doppia sfida col Paris Saint-Germain, detentore della Coppa delle Coppe, si risolse in un trionfo: già nella finale di andata, al Parco dei Principi di Parigi, la Juventus ipotecò il trofeo imponendosi nettamente 6-1 (nel primo tempo doppietta di Padovano e gol di Porrini e Ferrara, nella ripresa sigilli di Lombardo e Amoruso), per quella che resta la più ampia vittoria in trasferta nella storia della manifestazione; nell'ormai ininfluente gara di ritorno, anche per questo disputata eccezionalmente a Palermo onde raccogliere ugualmente una consistente cornice di pubblico, la squadra bianconera vinse 3-1 (con una doppietta di Del Piero e un gol di Vieri) e incamerò la Supercoppa: il 9-2 complessivo è tuttora lo scarto più ampio mai registrato nelle finali delle competizioni UEFA.

Da sinistra: Angelo Peruzzi, Alessandro Del Piero e Angelo Di Livio festeggiano a Palermo al termine della vittoriosa finale di ritorno della Supercoppa UEFA 1996: il risultato aggregato di 9-2 sul è tuttora il più ampio scarto in una finale confederale.

Nei mesi successivi la Juventus mantenne la testa della classifica del campionato, e accelerò verso lo scudetto grazie anche alla storica vittoria in goleada a San Siro nella classica contro il Milan campione d'Italia in carica: un 6-1 con doppiette di Jugović e Vieri, gol di Zidane su rigore, e Amoruso. Lo scudetto, il ventiquattresimo della storia bianconera e il secondo in tre anni, arrivò matematicamente alla penultima giornata, grazie al pareggio di Bergamo contro l'Atalanta per 1-1, con un gol di Iuliano. Al termine del campionato la Juventus chiuse a quota 65 punti, due in più del Parma.
Nella fase a eliminazione diretta della Champions League la Juventus eliminò nei quarti di finale i norvegesi del Rosenborg (1-1 a Trondheim con gol di Vieri, e 2-0 a Torino con gol di Zidane e Amoruso su rigore), mentre in semifinale si sbarazzò facilmente dell'Ajax con un 2-1 nei Paesi Bassi (gol di Amoruso e Vieri, tre giorni dopo il 6-1 di Milano) e un 4-1 a Torino (con gol di Lombardo, Vieri, Amoruso e Zidane). La Juventus si presentò alla finale del 28 maggio 1997 a Monaco di Baviera col ruolo di favorita, ma venne sconfitta dal Borussia Dortmund, nelle cui file giocavano cinque ex bianconeri, con un secco 1-3; fu inutile per i campioni uscenti il pur apprezzabile gol di tacco di Del Piero.

La squadra festeggia i giovani neoacquisti Christian Vieri e Nicola Amoruso (da sinistra, in primo piano), coppia-gol che emerse nella seconda parte di stagione sopperendo alle sventure occorse ai titolari designati Bokšić e Del Piero.

Nel 1997 la Juventus festeggiò i cento anni della sua fondazione: allo scopo di celebrare questa ricorrenza la società e le autorità della città di Torino organizzarono una serie di manifestazioni denominate Juvecentus (1897-1997 - Cento anni di Juve). Dal 22 al 27 maggio venne presentata al Lingotto l'attività editoriale, multimediale e filatelica della società bianconera; venne inoltre allestita la Mostra del Centenario a ripercorrere l'origine e l'evoluzione del club, e creato un fan club con più di 10 000 membri.

## Divise e sponsor
Lo sponsor tecnico per la stagione 1996-1997 fu Kappa, mentre lo sponsor ufficiale fu Sony.
Non si segnalarono novità rispetto all'allora recente passato per la maglia casalinga, sopra cui, come nella precedente annata, venne replicata l'alternanza di jersey sponsor tra il canonico marchio Sony e quello del prodotto MiniDisc; quest'ultimo sfoggiato soprattutto nella seconda parte della stagione. L'unico cambiamento di rilievo avvenne il 26 novembre 1996, in occasione della vittoriosa sfida di Coppa Intercontinentale contro gli argentini del River Plate, quando la Juventus scese in campo a Tokyo con una speciale casacca bianconera priva del main sponsor (come da consuetudine della manifestazione), nonché personalizzata con l'iscrizione «European/South American Cup 1996» lungo la manica sinistra.

La squadra nell'estate 1996 con la speciale divisa blu «dei 4 Trofei»

Qualche novità in più venne invece riservata alla seconda divisa blu: pur proseguendo nel cosiddetto filone «stellato» in essere dal 1994, stavolta l'uniforme vedeva le «stellone» colorate anch'esse di blu e solamente bordate di bianco, e riportate sia sulle spalle sia sui pantaloncini; lungo braccia e gambe, interrompendosi all'altezza delle succitate stelle, correvano inoltre delle bande gialle.
Venne infine confermata la possibilità di una terza muta, come nel precedente biennio ancora su base nera con dettagli gialli, ma stavolta dal taglio ben più originale: il busto era infatti contraddistinto dalla silhouette stilizzata del muso di una zebra – simbolo dell'araldica juventina –, mentre similmente le maniche riportavano dei graffi "zebrati" nella stessa tinta; singolare inoltre l'apposizione in diagonale del jersey sponsor, in modo da sposare l'andamento stilistico del template. Come tuttavia accaduto nelle precedenti stagioni, tale casacca non venne mai sfoggiata dalla squadra in gare ufficiali, a eccezione di qualche sporadica apparizione – e a tinte inverse – addosso ai portieri juventini.
| Casa | Trasferta | Estate 1996 («4 Trofei») | Terza divisa |

Da segnalare la realizzazione, nell'estate 1996, di una casacca blu con dettagli gialli, basata sulla seconda divisa vittoriosa nella stagione precedente in finale di Champions League, ma con le due grandi stelle sulle spalle sostituite da bande logate, replicate anche sui pantaloncini: l'utilizzo di questa speciale maglia, colloquialmente nota come «dei 4 Trofei», venne limitato a quattro amichevoli di blasone nel precampionato contro Ajax, Bayern Monaco, Middlesbrough e nel Trofeo Luigi Berlusconi contro il Milan.
| 1ª portiere | 2ª portiere |

## Rosa

Parte dei neoacquisti della stagione al raduno precampionato; da sinistra: Davide Falcioni, Bokšić, Amoruso, il tecnico Lippi, Mark Iuliano, Vieri e Paolo Montero.

| N. |                       | Ruolo | Calciatore                     |
| -- | --------------------- | ----- | ------------------------------ |
| 1  | Italia (bandiera)     | P     | Angelo Peruzzi (vice capitano) |
| 2  | Italia (bandiera)     | D     | Ciro Ferrara                   |
| 3  | Italia (bandiera)     | D     | Moreno Torricelli              |
| 4  | Uruguay (bandiera)    | D     | Paolo Montero                  |
| 5  | Italia (bandiera)     | D     | Sergio Porrini                 |
| 6  | Portogallo (bandiera) | D     | Dimas Teixeira                 |
| 7  | Italia (bandiera)     | C     | Angelo Di Livio                |
| 8  | Italia (bandiera)     | C     | Antonio Conte (capitano)       |
| 9  | Croazia (bandiera)    | A     | Alen Bokšić                    |
| 10 | Italia (bandiera)     | A     | Alessandro Del Piero           |
| 11 | Italia (bandiera)     | A     | Michele Padovano               |
| 12 | Italia (bandiera)     | P     | Michelangelo Rampulla          |
| 13 | Italia (bandiera)     | D     | Mark Iuliano                   |
| 14 | Francia (bandiera)    | C     | Didier Deschamps               |

| N. |                       | Ruolo | Calciatore          |
| -- | --------------------- | ----- | ------------------- |
| 15 | Italia (bandiera)     | A     | Christian Vieri     |
| 16 | Italia (bandiera)     | A     | Nicola Amoruso      |
| 17 | Italia (bandiera)     | P     | Davide Falcioni     |
| 18 | Jugoslavia (bandiera) | C     | Vladimir Jugović    |
| 19 | Italia (bandiera)     | C     | Attilio Lombardo    |
| 20 | Italia (bandiera)     | C     | Alessio Tacchinardi |
| 21 | Francia (bandiera)    | C     | Zinédine Zidane     |
| 22 | Italia (bandiera)     | D     | Gianluca Pessotto   |
| 26 | Italia (bandiera)     | D     | Raffaele Ametrano   |
| 28 | Italia (bandiera)     | C     | Ivano Trotta        |
| 30 | Italia (bandiera)     | C     | Nicola Cingolani    |
|    | Italia (bandiera)     | D     | Salvatore Aronica   |
|    | Italia (bandiera)     | D     | Massimiliano Notari |

## Calciomercato

### Sessione estiva
| Acquisti | Acquisti          | Acquisti    | Acquisti      |
| R.       | Nome              | da          | Modalità      |
| -------- | ----------------- | ----------- | ------------- |
| P        | Davide Falcioni   | Olbia       |               |
| D        | Mark Iuliano      | Salernitana | definitivo    |
| D        | Paolo Montero     | Atalanta    | definitivo    |
| D        | Juan Pablo Sorín  | River Plate | fine prestito |
| C        | Raffaele Ametrano | Udinese     | definitivo    |
| C        | Zinédine Zidane   | Bordeaux    | definitivo    |
| A        | Nicola Amoruso    | Padova      | definitivo    |
| A        | Alen Bokšić       | Lazio       | definitivo    |
| A        | Christian Vieri   | Atalanta    | definitivo    |

| Cessioni | Cessioni           | Cessioni          | Cessioni   |
| R.       | Nome               | a                 | Modalità   |
| -------- | ------------------ | ----------------- | ---------- |
| P        | Nicola Visentin    | Viterbese         | prestito   |
| D        | Massimo Carrera    |                   | svincolato |
| D        | Juan Pablo Sorín   | River Plate       | definitivo |
| D        | Pietro Vierchowod  |                   | svincolato |
| C        | Giancarlo Marocchi |                   | svincolato |
| C        | Paulo Sousa        | Borussia Dortmund | definitivo |
| A        | Fabrizio Ravanelli | Middlesbrough     | definitivo |
| A        | Gianluca Vialli    |                   | svincolato |

### Sessione autunnale
| Acquisti | Acquisti | Acquisti | Acquisti |
| R.       | Nome     | da       | Modalità |
| -------- | -------- | -------- | -------- |

| Cessioni | Cessioni          | Cessioni | Cessioni |
| R.       | Nome              | a        | Modalità |
| -------- | ----------------- | -------- | -------- |
| D        | Raffaele Ametrano | Verona   | prestito |

## Risultati

### Serie A

#### Girone di andata
| Arbitro: | Farina (Novi Ligure) |

|              |           |          |
| Tovalieri 9’ | Marcatori | 7’ Vieri |

| Arbitro: | Borriello (Mantova) |

|                       |           |           |
| Bokšić 9’ Ferrara 58’ | Marcatori | 62’ Villa |

| Arbitro: | Cesari (Genova) |

|           |           |                            |
| Negri 90’ | Marcatori | 84’ Padovano 89’ Del Piero |

| Arbitro: | Treossi (Forlì) |

|             |           |  |
| Padovano 9’ | Marcatori |  |

| Arbitro: | Boggi (Salerno) |

|                        |           |             |
| Otero 19’ Beghetto 71’ | Marcatori | 46’ Ferrara |

| Arbitro: | Braschi (Prato) |

|                        |           |  |
| Jugović 40’ Zidane 62’ | Marcatori |  |

| Arbitro: | Bazzoli (Merano) |

|                  |           |              |
| Delvecchio 90+3’ | Marcatori | 60’ Padovano |

| Arbitro: | Pellegrino (Barcellona Pozzo di Gotto) |

|            |           |              |
| Zidane 42’ | Marcatori | 53’ Aglietti |

| Torino 17 novembre 1996, ore 20:30 CET 9ª giornata | Juventus            | 0 – 0 referto | Milan | Stadio delle Alpi\| Arbitro: \| Collina (Viareggio) \| |
| Arbitro:                                           | Collina (Viareggio) |               |       |                                                        |

| Arbitro: | Treossi (Forlì) |

|              |           |                                                           |
| Cappioli 54’ | Marcatori | 23’ Bokšić 39’ (rig.), 44’ (rig.) Del Piero 70’ Deschamps |

| Arbitro: | Ceccarini (Livorno) |

|            |           |  |
| Zidane 51’ | Marcatori |  |

| Arbitro: | Braschi (Prato) |

|  |           |             |
|  | Marcatori | 33’ Ferrara |

| Arbitro: | Bonfrisco (Monza) |

|                                         |           |                  |
| Porrini 45+3’ Del Piero 64’ (rig.), 72’ | Marcatori | 24’, 44’ Maniero |

| Arbitro: | Racalbuto (Gallarate) |

|                 |           |              |
| Delli Carri 86’ | Marcatori | 59’ Padovano |

| Arbitro: | Ceccarini (Livorno) |

|           |           |  |
| Chiesa 2’ | Marcatori |  |

| Torino 12 gennaio 1997, ore 14:30 CET 16ª giornata | Juventus         | 0 – 0 referto | Atalanta | Stadio delle Alpi\| Arbitro: \| Rossi (Ciampino) \| |
| Arbitro:                                           | Rossi (Ciampino) |               |          |                                                     |

| Arbitro: | Messina (Bergamo) |

|  |           |                   |
|  | Marcatori | 31’, 62’ Padovano |

#### Girone di ritorno
| Arbitro: | Bolognino (Milano) |

|                                         |           |               |
| Padovano 5’ Jugović 26’ Tacchinardi 90’ | Marcatori | 90+3’ Parente |

| Cagliari 2 febbraio 1997, ore 14:30 CET 19ª giornata | Cagliari        | 0 – 0 referto | Juventus | Stadio Sant'Elia\| Arbitro: \| Boggi (Salerno) \| |
| Arbitro:                                             | Boggi (Salerno) |               |          |                                                   |

| Arbitro: | Messina (Bergamo) |

|                             |           |                 |
| Del Piero 37’ (rig.), 45+2’ | Marcatori | 90+1’ Materazzi |

| Arbitro: | Bazzoli (Merano) |

|              |           |               |
| Robbiati 49’ | Marcatori | 15’ Del Piero |

| Arbitro: | De Santis (Tivoli) |

|                                  |           |  |
| Di Livio 22’ Padovano 62’ (rig.) | Marcatori |  |

| Milano 9 marzo 1997, ore 20:30 CET 23ª giornata | Inter               | 0 – 0 referto | Juventus | Stadio Giuseppe Meazza\| Arbitro: \| Collina (Viareggio) \| |
| Arbitro:                                        | Collina (Viareggio) |               |          |                                                             |

| Arbitro: | Cesari (Genova) |

|                            |           |  |
| Vieri 28’, 44’ Amoruso 85’ | Marcatori |  |

| Napoli 23 marzo 1997, ore 15:00 CET 25ª giornata | Napoli                                 | 0 – 0 referto | Juventus | Stadio San Paolo\| Arbitro: \| Pellegrino (Barcellona Pozzo di Gotto) \| |
| Arbitro:                                         | Pellegrino (Barcellona Pozzo di Gotto) |               |          |                                                                          |

| Arbitro: | Braschi (Prato) |

|            |           |                                                               |
| Simone 76’ | Marcatori | 19’, 51’ Jugović 32’ (rig.) Zidane 71’, 81’ Vieri 73’ Amoruso |

| Arbitro: | Bettin (Padova) |

|  |           |                                      |
|  | Marcatori | 42’ (rig.), 49’ Amoroso 47’ Bierhoff |

| Arbitro: | Ceccarini (Livorno) |

|  |           |            |
|  | Marcatori | 40’ Bokšić |

| Torino 4 maggio 1997, ore 16:00 CEST 29ª giornata | Juventus          | 0 – 0 referto | Sampdoria | Stadio delle Alpi\| Arbitro: \| Messina (Bergamo) \| |
| Arbitro:                                          | Messina (Bergamo) |               |           |                                                      |

| Arbitro: | Treossi (Forlì) |

|  |           |                           |
|  | Marcatori | 44’ Ferrara 90+5’ Jugović |

| Arbitro: | Cesari (Genova) |

|                                       |           |           |
| Zidane 51’ Vieri 54’, 88’ Jugović 76’ | Marcatori | 56’ Luiso |

| Arbitro: | Collina (Viareggio) |

|                    |           |                   |
| Amoruso 43’ (rig.) | Marcatori | 29’ (aut.) Zidane |

| Arbitro: | Bettin (Padova) |

|             |           |             |
| Inzaghi 19’ | Marcatori | 54’ Iuliano |

| Arbitro: | Racalbuto (Gallarate) |

|                       |           |                          |
| Vieri 31’ Amoruso 52’ | Marcatori | 73’ Casiraghi 85’ Protti |

### Coppa Italia

#### Fase a eliminazione diretta
| Arbitro: | Nicchi (Arezzo) |

|  |           |                    |
|  | Marcatori | 7’ Vieri 38’ Conte |

| Avellino 23 ottobre 1996, ore 20:30 CEST Terzo turno | Nocerina        | 0 – 0 referto | Juventus | Stadio Partenio\| Arbitro: \| Bettin (Padova) \| |
| Arbitro:                                             | Bettin (Padova) |               |          |                                                  |

| Arbitro: | Bonfrisco (Monza) |

|                                   |           |                 |
| Montero 45+1’ Di Rocco 48’ (aut.) | Marcatori | 39’ Marchegiani |

#### Fase finale
| Arbitro: | Cesari (Genova) |

|  |           |                                     |
|  | Marcatori | 32’ Zamorano 76’ Ince 89’ Djorkaeff |

| Arbitro: | Nicchi (Arezzo) |

|          |           |             |
| Ganz 50’ | Marcatori | 45’ Amoruso |

### UEFA Champions League

#### Fase a gironi
| Arbitro: | Merk |

|            |           |  |
| Bokšić 34’ | Marcatori |  |

| Arbitro: | Muhmenthaler |

|  |           |            |
|  | Marcatori | 22’ Bokšić |

| Arbitro: | Nielsen |

|            |           |           |
| Lesiak 20’ | Marcatori | 9’ CVieri |

| Arbitro: | Dallas |

|                                               |           |  |
| Bokšić 5’, 59’ Montero 26’ Del Piero 29’, 75’ | Marcatori |  |

| Arbitro: | García-Aranda |

|  |           |                      |
|  | Marcatori | 36’ (rig.) Del Piero |

| Arbitro: | Heynemann |

|                          |           |  |
| Padovano 42’ Amoruso 85’ | Marcatori |  |

#### Fase a eliminazione diretta
| Arbitro: | Batta |

|              |           |           |
| Soltvedt 51’ | Marcatori | 52’ Vieri |

| Arbitro: | Melo Pereira |

|                               |           |  |
| Zidane 29’ Amoruso 90’ (rig.) | Marcatori |  |

| Arbitro: | López Nieto |

|              |           |                       |
| Litmanen 66’ | Marcatori | 14’ Amoruso 41’ Vieri |

| Arbitro: | Nielsen |

|                                               |           |              |
| Lombardo 34’ Vieri 36’ Amoruso 79’ Zidane 81’ | Marcatori | 76’ Melchiot |

| Arbitro: | Puhl |

|                            |           |               |
| Riedle 29’, 34’ Ricken 71’ | Marcatori | 65’ Del Piero |

### Supercoppa UEFA
| Arbitro: | Levnikov |

|                |           |                                                                   |
| Raí 52’ (rig.) | Marcatori | 4’ Porrini 22’, 40’ Padovano 33’ Ferrara 83’ Lombardo 88’ Amoruso |

| Arbitro: | Muhmenthaler |

|                                |           |                |
| Del Piero 36’, 70’ Vieri 90+2’ | Marcatori | 63’ (rig.) Raí |

### Coppa Intercontinentale
| Arbitro: | Rezende |

|  |           |               |
|  | Marcatori | 81’ Del Piero |

## Statistiche

### Statistiche di squadra
| Competizione            | Punti | In casa | In casa | In casa | In casa | In casa | In casa | In trasferta | In trasferta | In trasferta | In trasferta | In trasferta | In trasferta | In campo neutro | In campo neutro | In campo neutro | In campo neutro | In campo neutro | In campo neutro | Totale | Totale | Totale | Totale | Totale | Totale | DR  |
| Competizione            | Punti | G       | V       | N       | P       | Gf      | Gs      | G            | V            | N            | P            | Gf           | Gs           | G               | V               | N               | P               | Gf              | Gs              | G      | V      | N      | P      | Gf     | Gs     | DR  |
| ----------------------- | ----- | ------- | ------- | ------- | ------- | ------- | ------- | ------------ | ------------ | ------------ | ------------ | ------------ | ------------ | --------------- | --------------- | --------------- | --------------- | --------------- | --------------- | ------ | ------ | ------ | ------ | ------ | ------ | --- |
| Serie A                 | 65    | 17      | 10      | 6       | 1       | 27      | 13      | 17           | 7            | 8            | 2            | 24           | 11           | -               | -               | -               | -               | -               | -               | 34     | 17     | 14     | 3      | 51     | 24     | +27 |
| Coppa Italia            | -     | 2       | 1       | 0       | 1       | 2       | 4       | 3            | 1            | 2            | 0            | 3            | 1            | -               | -               | -               | -               | -               | -               | 5      | 2      | 2      | 1      | 5      | 5      | 0   |
| Champions League        | -     | 5       | 5       | 0       | 0       | 14      | 1       | 5            | 3            | 2            | 0            | 6            | 3            | 1               | 0               | 0               | 1               | 1               | 3               | 11     | 8      | 2      | 1      | 21     | 7      | +14 |
| Supercoppa UEFA         | -     | 1       | 1       | 0       | 0       | 3       | 1       | 1            | 1            | 0            | 0            | 6            | 1            | -               | -               | -               | -               | -               | -               | 2      | 2      | 0      | 0      | 9      | 2      | +7  |
| Coppa Intercontinentale | -     | -       | -       | -       | -       | -       | -       | -            | -            | -            | -            | -            | -            | 1               | 1               | 0               | 0               | 1               | 0               | 1      | 1      | 0      | 0      | 1      | 0      | +1  |
| Totale                  |       | 25      | 17      | 6       | 2       | 46      | 19      | 26           | 12           | 12           | 2            | 39           | 16           | 2               | 1               | 0               | 1               | 2               | 3               | 53     | 30     | 18     | 5      | 87     | 38     | +49 |

### Andamento in campionato
| Giornata  | 1 | 2 | 3 | 4 | 5 | 6 | 7 | 8 | 9 | 10 | 11 | 12 | 13 | 14 | 15 | 16 | 17 | 18 | 19 | 20 | 21 | 22 | 23 | 24 | 25 | 26 | 27 | 28 | 29 | 30 | 31 | 32 | 33 | 34 |
| --------- | - | - | - | - | - | - | - | - | - | -- | -- | -- | -- | -- | -- | -- | -- | -- | -- | -- | -- | -- | -- | -- | -- | -- | -- | -- | -- | -- | -- | -- | -- | -- |
| Luogo     | T | C | T | C | T | C | T | C | C | T  | C  | T  | C  | T  | T  | C  | T  | C  | T  | C  | T  | C  | T  | C  | T  | T  | C  | T  | C  | T  | C  | C  | T  | C  |
| Risultato | N | V | V | V | P | V | N | N | N | V  | V  | V  | V  | N  | P  | N  | V  | V  | N  | V  | N  | V  | N  | V  | N  | V  | P  | V  | N  | V  | V  | N  | N  | N  |
| Posizione | 9 | 5 | 1 | 1 | 2 | 1 | 1 | 3 | 3 | 2  | 1  | 1  | 1  | 1  | 1  | 1  | 1  | 1  | 1  | 1  | 1  | 1  | 1  | 1  | 1  | 1  | 1  | 1  | 1  | 1  | 1  | 1  | 1  | 1  |

Fonte:  Serie A 1996-1997, su calcio.com.
Legenda:

Luogo: C = Casa; T = Trasferta. Risultato: V = Vittoria; N = Pareggio; P = Sconfitta.

### Statistiche dei giocatori
| Giocatore      | Serie A  | Serie A | Serie A     | Serie A    | Coppa Italia | Coppa Italia | Coppa Italia | Coppa Italia | Champions League | Champions League | Champions League | Champions League | Supercoppa + Intercontinentale | Supercoppa + Intercontinentale | Supercoppa + Intercontinentale | Supercoppa + Intercontinentale | Totale   | Totale | Totale      | Totale     |
| Giocatore      | Presenze | Reti    | Ammonizioni | Espulsioni | Presenze     | Reti         | Ammonizioni  | Espulsioni   | Presenze         | Reti             | Ammonizioni      | Espulsioni       | Presenze                       | Reti                           | Ammonizioni                    | Espulsioni                     | Presenze | Reti   | Ammonizioni | Espulsioni |
| -------------- | -------- | ------- | ----------- | ---------- | ------------ | ------------ | ------------ | ------------ | ---------------- | ---------------- | ---------------- | ---------------- | ------------------------------ | ------------------------------ | ------------------------------ | ------------------------------ | -------- | ------ | ----------- | ---------- |
| A. Peruzzi     | 29       | -19     | ?           | ?          | 2            | -1           | ?            | ?            | 9                | -6               | ?                | ?                | 2+1                            | -2+-0                          | 0                              | 0                              | 43       | -28    | 0+          | 0+         |
| C. Ferrara     | 32       | 4       | ?           | ?          | 3            | 0            | ?            | ?            | 11               | 0                | ?                | ?                | 2+1                            | 1+0                            | 0                              | 0                              | 49       | 5      | 0+          | 0+         |
| M. Torricelli  | 17       | 0       | ?           | ?          | 3            | 0            | ?            | ?            | 5                | 0                | ?                | ?                | 2+1                            | 0                              | 0+1                            | 0                              | 28       | 0      | 1+          | 0+         |
| P. Montero     | 26       | 0       | ?           | ?          | 3            | 1            | ?            | ?            | 11               | 1                | ?                | ?                | 1+1                            | 0                              | 0+1                            | 0                              | 42       | 2      | 1+          | 0+         |
| S. Porrini     | 23       | 1       | ?           | ?          | 5            | 0            | ?            | ?            | 9                | 0                | ?                | ?                | 2+1                            | 1+0                            | 0+1                            | 0                              | 40       | 2      | 1+          | 0+         |
| D. Teixeira    | 17       | 0       | ?           | ?          | 1            | 0            | ?            | ?            | -                | -                | -                | -                | -                              | -                              | -                              | -                              | 18       | 0      | 0+          | 0+         |
| A. Di Livio    | 32       | 1       | ?           | ?          | 4            | 0            | ?            | ?            | 11               | 0                | ?                | ?                | 2+1                            | 0                              | 0                              | 0                              | 50       | 1      | 0+          | 0+         |
| A. Conte       | 6        | 0       | ?           | ?          | 1            | 1            | ?            | ?            | 3                | 0                | ?                | ?                | -                              | -                              | -                              | -                              | 10       | 1      | 0+          | 0+         |
| A. Bokšić      | 22       | 3       | ?           | ?          | 2            | 0            | ?            | ?            | 8                | 4                | ?                | ?                | 0+1                            | 0                              | 0                              | 0                              | 33       | 7      | 0+          | 0+         |
| A. Del Piero   | 22       | 8       | ?           | ?          | 4            | 0            | ?            | ?            | 6                | 4                | ?                | ?                | 2+1                            | 2+1                            | 0                              | 0                              | 35       | 15     | 0+          | 0+         |
| M. Padovano    | 20       | 8       | ?           | ?          | 2            | 0            | ?            | ?            | 5                | 1                | ?                | ?                | 2+0                            | 2+0                            | 0                              | 0                              | 29       | 11     | 0+          | 0+         |
| M. Rampulla    | 6        | -4      | ?           | ?          | 3            | -4           | ?            | ?            | 2                | -1               | ?                | ?                | 0                              | 0                              | 0                              | 0                              | 11       | -9     | 0+          | 0+         |
| M. Iuliano     | 21       | 1       | ?           | ?          | 4            | 0            | ?            | ?            | 7                | 0                | ?                | ?                | 1+0                            | 0                              | 0                              | 0                              | 33       | 1      | 0+          | 0+         |
| D. Deschamps   | 26       | 1       | ?           | ?          | 3            | 0            | ?            | ?            | 10               | 0                | ?                | ?                | 1+1                            | 0                              | 1+0                            | 0                              | 41       | 1      | 1+          | 0+         |
| C. Vieri       | 23       | 8       | ?           | ?          | 5            | 1            | ?            | ?            | 8                | 4                | ?                | ?                | 1+0                            | 1+0                            | 0                              | 0                              | 37       | 14     | 0+          | 0+         |
| N. Amoruso     | 23       | 4       | ?           | ?          | 4            | 1            | ?            | ?            | 7                | 4                | ?                | ?                | 1                              | 1                              | 0                              | 0                              | 35       | 10     | 0+          | 0+         |
| D. Falcioni    | 1        | -1      | ?           | ?          | -            | -            | -            | -            | -                | -                | -                | -                | -                              | -                              | -                              | -                              | 1        | -1     | 0+          | 0+         |
| V. Jugović     | 30       | 6       | ?           | ?          | 3            | 0            | ?            | ?            | 7                | 0                | ?                | ?                | 1+1                            | 0                              | 0+1                            | 0                              | 42       | 6      | 1+          | 0+         |
| A. Lombardo    | 22       | 0       | ?           | ?          | 4            | 0            | ?            | ?            | 6                | 1                | ?                | ?                | 2+0                            | 1+0                            | 0                              | 0                              | 34       | 2      | 0+          | 0+         |
| A. Tacchinardi | 19       | 1       | ?           | ?          | 3            | 0            | ?            | ?            | 9                | 0                | ?                | ?                | 2+1                            | 0                              | 0                              | 0                              | 34       | 1      | 0+          | 0+         |
| Z. Zidane      | 29       | 5       | ?           | ?          | 2            | 0            | ?            | ?            | 10               | 2                | ?                | ?                | 2+1                            | 0                              | 0+1                            | 0                              | 44       | 7      | 1+          | 0+         |
| G. Pessotto    | 20       | 0       | ?           | ?          | 2            | 0            | ?            | ?            | 5                | 0                | ?                | ?                | 2                              | 0                              | 0                              | 0                              | 29       | 0      | 0+          | 0+         |
| R. Ametrano    | 1        | 0       | ?           | ?          | 2            | 0            | ?            | ?            | -                | -                | -                | -                | -+0                            | -+0                            | 0                              | 0                              | 3        | 0      | 0+          | 0+         |
| I. Trotta      | 1        | 0       | ?           | ?          | 2            | 0            | ?            | ?            | 1                | 0                | ?                | ?                | -                              | -                              | -                              | -                              | 4        | 0      | 0+          | 0+         |
| N. Cingolani   | 1        | 0       | ?           | ?          | 1            | 0            | ?            | ?            | -                | -                | -                | -                | -                              | -                              | -                              | -                              | 2        | 0      | 0+          | 0+         |
| S. Aronica     | -        | -       | -           | -          | -            | -            | -            | -            | -                | -                | -                | -                | -                              | -                              | -                              | -                              | -        | -      | -           | -          |
| M. Notari      | -        | -       | -           | -          | -            | -            | -            | -            | -                | -                | -                | -                | -                              | -                              | -                              | -                              | -        | -      | -           | -          |